# Iberomorda
Iberomorda is een geslacht van kevers uit de familie spartelkevers (Mordellidae).
Het geslacht is voor het eerst wetenschappelijk beschreven in 1946 door Méquignon.

## Soorten
Het geslacht omvat de volgende soorten:
- Iberomorda sulcicauda (Mulsant, 1856)
- Iberomorda viridipennis (Mulsant, 1856)